# Ngỗng Ý

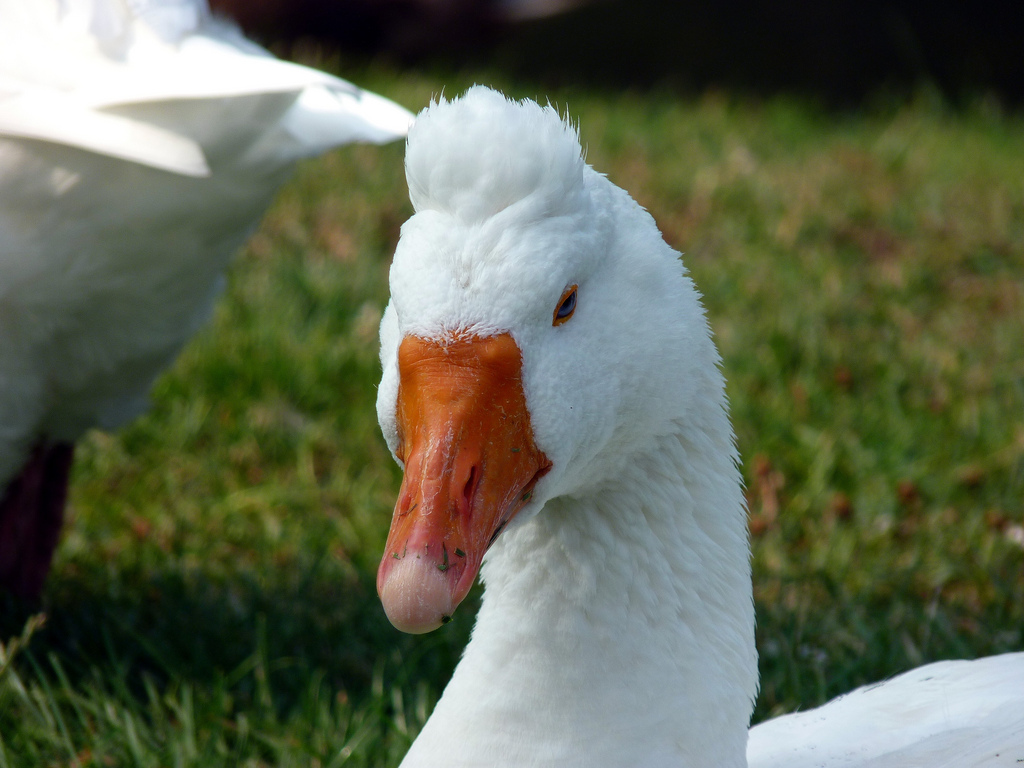
Một con ngỗng Ý

Ngỗng Ý (Roman Goose) là một giống ngỗng nhà có nguồn gốc từ Ý. Ở Bắc Mỹ, người ta gọi chúng là ngỗng mào Ý, nó là một giống ngỗng cảnh ở Bắc Mỹ.

## Đặc điểm
Lông màu trắng tuyền, khối lượng cơ thể lúc 49 ngày tuổi đạt 3,0 - 3,2 kg, lúc 70 ngày tuổi 4,0 - 4,4 kg và lúc trưởng thành con trống 5,5 - 6,5 kg, con mái 5,0 - 5,5 kg. Tỉ lệ nuôi sống đến 70 ngày đạt 80 - 90%. Sản lượng trứng 6 tháng đẻ đạt 50 - 70 quả. Khối lượng trứng 150 - 180 gam. Thức ăn tiêu tốn để sản xuất 1 kg thịt hơi là 3 kg thức ăn tinh và 3 kg rau (lúc 49 ngày tuổi). Ngỗng Ý hiện nay được nuôi nhiều, ngỗng lớn nhanh sức đẻ trứng tốt hơn các giống ngỗng khác.